# Jarrius Jackson
Jarrius Glenn Jackson (Monroe, 18 giugno 1985) è un ex cestista statunitense con cittadinanza italiana dal gennaio 2013.

## Carriera
Cresciuto nella squadra di basket della Texas Tech University di Bobby Knight, durante gli anni con i Red Raiders si è rivelato come una delle migliori guardie della Big 12 dell'NCAA chiudendo il quadriennio con 16,7 punti, 3,3 rimbalzi e 2,7 assist a partita.
Arriva in Europa del 2007 dove firma un contratto annuale con La Palma in LEB Oro, la seconda serie spagnola. L'anno successivo gioca in Ucraina al Chimik Južnyj. Termina la stagione al MBK Mykolaïv.
Sbarca in Italia nel 2009 quando viene ingaggiato dalla Junior Casale con cui firma un biennale.
Nell'estate del 2010 firma un biennale per la Prima Veroli. sempre nella seconda serie italiana
Dopo due buone annate in ciociaria, il 24 luglio 2012 firma un contratto con la Vanoli Cremona. In data 14 gennaio 2013 gli viene conferita la cittadinanza italiana da Comune e Prefettura di Frosinone per via delle origini italiane della moglie. Jackson viene confermato da Cremona per la stagione 2013-14.
Nel luglio 2014 firma per l'Azzurro Napoli Basket in serie A2 Gold.
Il 21 gennaio 2015 torna in Serie A alla Reyer Venezia.

## Palmarès
- Coppa Italia di Legadue: 1
 Veroli Basket: 2011